# Варшавская фондовая биржа
Варшавская фондовая биржа (пол. Giełda Papierów Wartościowych w Warszawie) — одна из крупнейших фондовых бирж Центральной и Восточной Европы. Осуществляет свою деятельность в Варшаве, Польша.
На бирже котируются следующие финансовые инструменты: акции, облигации, права подписки, права на акции, инвестиционные сертификаты, структурированные продукты, ETF и производные инструменты.

## История
В современном виде начала свою биржевую деятельность 16 апреля 1991 года.
Рынок производных инструментов работает с 1998 года.
На март 2023 года на Главном рынке биржи торговались ценные бумаги 416 компаний, в т. ч. 43 иностранных.

## Фондовые индексы
На Варшавской бирже имеются следующие фондовые индексы:
- WIG — включает в себя все зарегистрированные на бирже компании.
- WIG20 — включает в себя 20 крупнейших по капитализации компаний.
- WIG30[англ.] — включает в себя 30 крупнейших по капитализации компаний.
- WIG-Ukraine[англ.] — включает в себя 8 украинских компаний.